# Ainay-le-Vieil
Ainay-le-Vieil é uma comuna francesa na região administrativa do Centro, no departamento Cher. Estende-se por uma área de 14,17 km². Em 2010 a comuna tinha 192 habitantes (densidade: 13,5 hab./km²).